# Ramiro (filme)
Ramiro é um filme português de comédia, realizado por Manuel Mozos e produzido por Luís Urbano e Sandro Aguilar. Estreou-se em Portugal a 1 de março de 2018.

## Sinopse
O filme gira à volta de Ramiro, um alfarrabista lisboeta e um poeta com bloqueios de criatividade, que vive a sua vida entre a sua loja e a tasca, acompanhado pelo seu cão, os seus amigos, e as suas vizinhas, até que em certa altura, toda essa rotina é interrompida devido a uns certos acontecimentos.

## Elenco
- António Mortágua como Ramiro
- Madalena Almeida como Daniela
- Fernanda Neves como dona Amélia
- Sofia Marques como Patrícia
- Vítor Correia como Alfredo
- Américo Silva como José
- Cristina Carvalhal como Isabel
- António Simão como Vicente
- Ricardo Aibéo como Fernando
- João Tempera como Marcos
- Duarte Guimarães como Saavedra
- Sara Carinhas como Mariana
- João Pedro Bénard como professor
- Rita Ferreira como jornalista
- Henrique Espírito Santo como Jaime França
- José Torres Gonçalves como Zé da tasca
- Mia Tomé como jovem estudante
- Francisco Ferreira como homem do alfarrabista
- Nídia Roque como mulher do alfarrabista
- Beatriz Pinto como colega do andebol
- Lília Lopes como funcionária da hemeroteca
- Chico Chapas como homem do café do Baldio
- Mariana Petronilho como enfermeira
- Tónan Quito como colega da feira de livros
- Laura Afonso como Carolina
- Bruno Bernardo como amigo da Daniela
- Hugo Franco como assaltante / vendedor
- Bruno Caldeira como assaltante
- Daniela Love como enfermeira da maternidade
- Alexandre Calado como homem que entrega o berço
- Miguel Navas como cliente do alfarrabista